# Timarcha fallax
Timarcha fallax là một loài bọ cánh cứng trong họ Chrysomelidae. Loài này được Perez miêu tả khoa học năm 1865.